# مصطفى بوشاشي
مصطفى بوشاشي سياسي جزائري ولد في سنة 1954م في جيجل وينتمي إلى حزب جبهة القوى الاشتراكية.

## التكوين
وُلد مصطفى بوشاشي في سنة 1954م في إحدى قرى ولاية تيزي وزو

### الجزائر
بعد نيله شهادة البكالوريا، انتقل مصطفى بوشاشي إلى الجزائر العاصمة من أجل متابعة دراسة جامعية في كلية الحقوق بجامعة الجزائر.

### المملكة المتحدة
حاز مصطفى بوشاشي على شهادة ماجستير في الحقوق من جامعة ساوثهامبتون في المملكة المتحدة التي التحق بها بواسطة منحة دراسية من الدولة الجزائرية.

## المسار المهني
عند عودته في سنة 1980م من المملكة المتحدة إلى الجزائر العاصمة بعد إكمال دراساته العليا، التحق مصطفى بوشاشي بجامعة الجزائر للتدريس في كلية الحقوق.
وتم تكليفه بتدريس مقياس الإجراءات الجنائية طوال سنوات عديدة.
كما انخرط في نقابة المحامين في الجزائر العاصمة من أجل مزاولة مهنة المحاماة.

## النضال السياسي
التحق مصطفى بوشاشي كمناضل في جبهة القوى الاشتراكية في سنة 1979م.
وفي سنة 1990م، انخرط مصطفى بوشاشي في الرابطة الجزائرية للدفاع عن حقوق الإنسان التي ترأسها ما بين سنتي 2007م و2012م.
أثناء الانتخابات التشريعية الجزائرية 2012، تم انتخاب مصطفى بوشاشي كنائب عن جبهة القوى الاشتراكية في المجلس الشعبي الوطني الجزائري عن ولاية الجزائر.

## إشارات مرجعية
1. ↑  "كلية الحقوق-بن عكنون". مؤرشف من الأصل في 2011-05-18.
2. ↑  Algérie : Maître Bouchachi dérange mais force le respect - Vendémiaire نسخة محفوظة 16 سبتمبر 2016 على موقع واي باك مشين.
3. ↑  VITAMINEDZ - Source d'énergie locale نسخة محفوظة 16 سبتمبر 2016 على موقع واي باك مشين.
4. ↑  Les nouvelles dispositions du Code pénal sont entrées en vigueur : des avancées, mais… | Info & Actualités depuis 2007 [وصلة مكسورة] نسخة محفوظة 06 يناير 2017 على موقع واي باك مشين.
5. ↑  Barreau D'Alger نسخة محفوظة 16 يوليو 2017 على موقع واي باك مشين.
6. ↑  Le Soir d'Algérie نسخة محفوظة 11 سبتمبر 2016 على موقع واي باك مشين.

### مواضيع ذات صلة
- وزارة العدل الجزائرية
- مجلس قضاء الجزائر
- هياكل المحكمة العامة بالجزائر
- نقابة المحامين في الجزائر
- قائمة نواب ولاية الجزائر
- جبهة القوى الاشتراكية
- قائمة أعلام الجزائريين
- علي يحيى عبد النور
- حسين زهوان
- حسين آيت أحمد
- علي مسيلي
- لخضر بورقعة
- محند أمقران شريفي
- علي لعسكري
- رشيد حالت
- عزيز بلول
- سعيدة إيشالامان
- نورة محيوت
- حياة مزياني
- أحمد جداعي
- محمد نبو
- كريم طابو
- جامعة الجزائر
- جامعة ساوثهامبتون
- نقابة المحامين في الجزائر العاصمة
- الرابطة الجزائرية للدفاع عن حقوق الإنسان

### فيديوهات
- مائدة مستديرة لجبهة القوى الاشتراكية حول التنمية المحلية على يوتيوب.